# Saint-Acheul
Saint-Acheul és un municipi francès al Cantó de Bernaville (departament del Somme, regió dels Alts de França). L'any 2007 tenia 27 habitants. Per les troballes arqueològiques i la seva interpretació el seu nom va ser usat per denominar la cultura de l'acheulià.

## Demografia

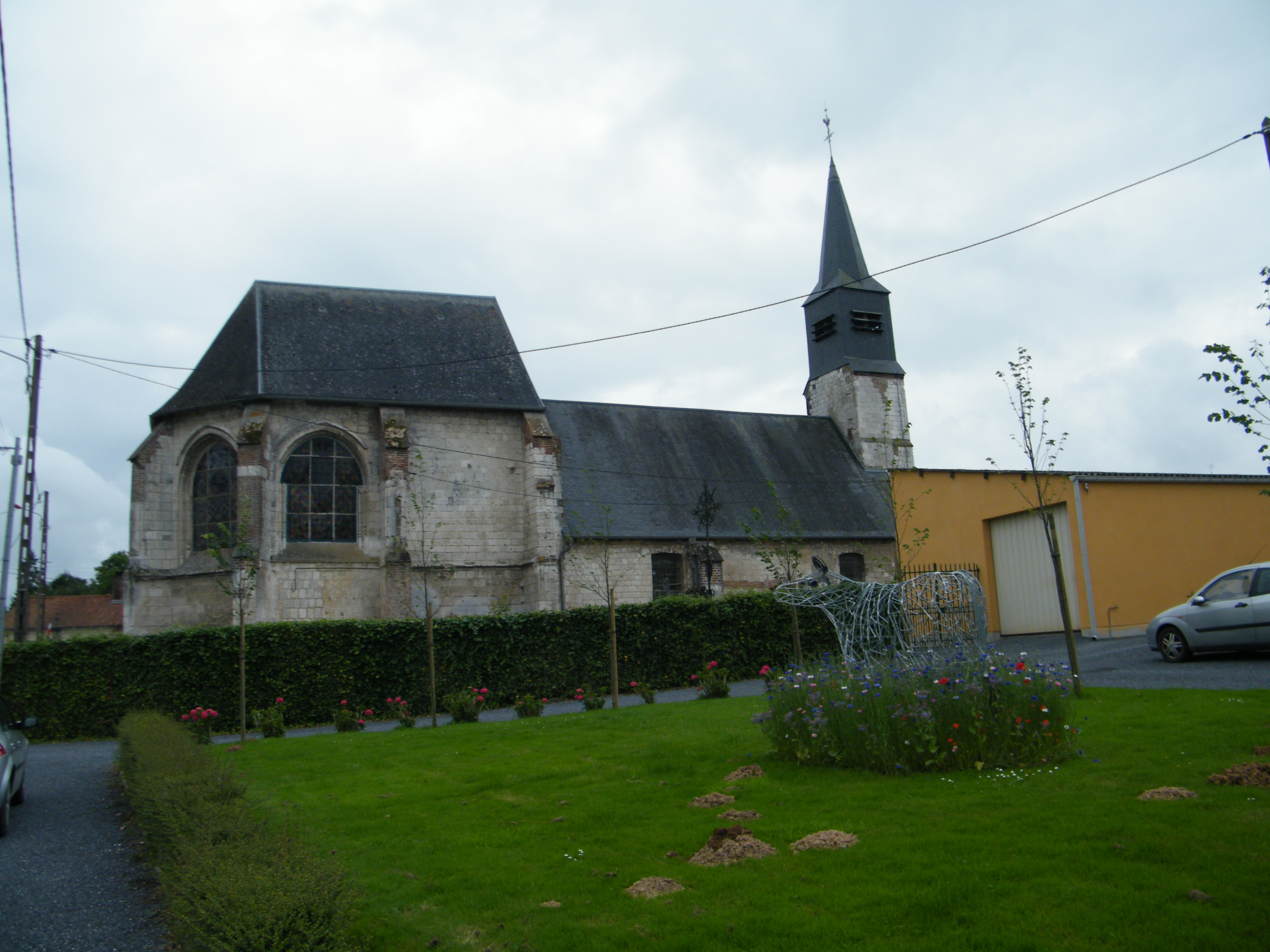

### Població
El 2007 la població de fet de Saint-Acheul era de 27 persones. Hi havia 12 famílies de les quals 4 eren unipersonals (4 dones vivint soles i 4 dones vivint soles), 4 parelles sense fills i 4 parelles amb fills.
La població ha evolucionat segons el següent gràfic:
Habitants censats:

### Habitatges
El 2007 hi havia 20 habitatges, 14 eren l'habitatge principal de la família, 3 eren segones residències i 3 estaven desocupats. Tots els 17 habitatges eren cases. Dels 14 habitatges principals, 11 estaven ocupats pels seus propietaris, 1 estava llogat i ocupat pels llogaters i 1 estava cedit a títol gratuït; 2 tenien tres cambres, 1 en tenia quatre i 10 en tenien cinc o més. 9 habitatges disposaven pel capbaix d'una plaça de pàrquing. A 6 habitatges hi havia un automòbil i a 5 n'hi havia dos o més.

### Piràmide de població

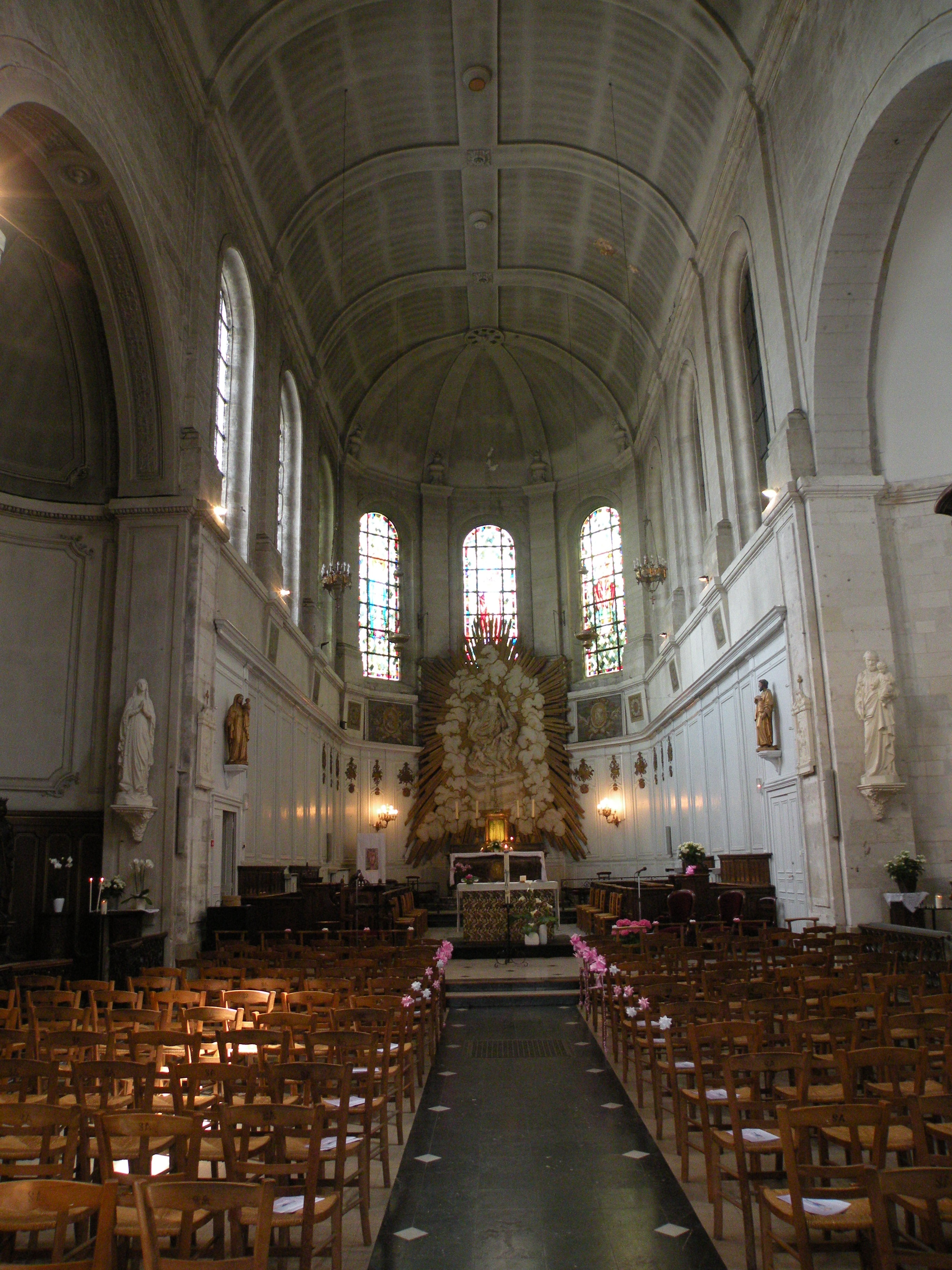

La piràmide de població per edats i sexe el 2009 era:
| Homes | Edats   | Dones |
| ----- | ------- | ----- |
| 0     | 95 o +  | 0     |
| 0     | 90 a 94 | 0     |
| 4     | 85 a 89 | 0     |
| 0     | 80 a 84 | 0     |
| 0     | 75 a 79 | 4     |
| 0     | 70 a 74 | 0     |
| 0     | 65 a 69 | 0     |
| 0     | 60 a 64 | 0     |
| 0     | 55 a 59 | 0     |
| 4     | 50 a 54 | 4     |
| 0     | 45 a 49 | 0     |
| 0     | 40 a 44 | 0     |
| 0     | 35 a 39 | 0     |
| 0     | 30 a 34 | 0     |
| 8     | 25 a 29 | 0     |
| 0     | 20 a 24 | 0     |
| 0     | 15 a 19 | 0     |
| 0     | 10 a 14 | 0     |
| 0     | 5 a 9   | 0     |
| 0     | 0 a 4   | 0     |

## Economia

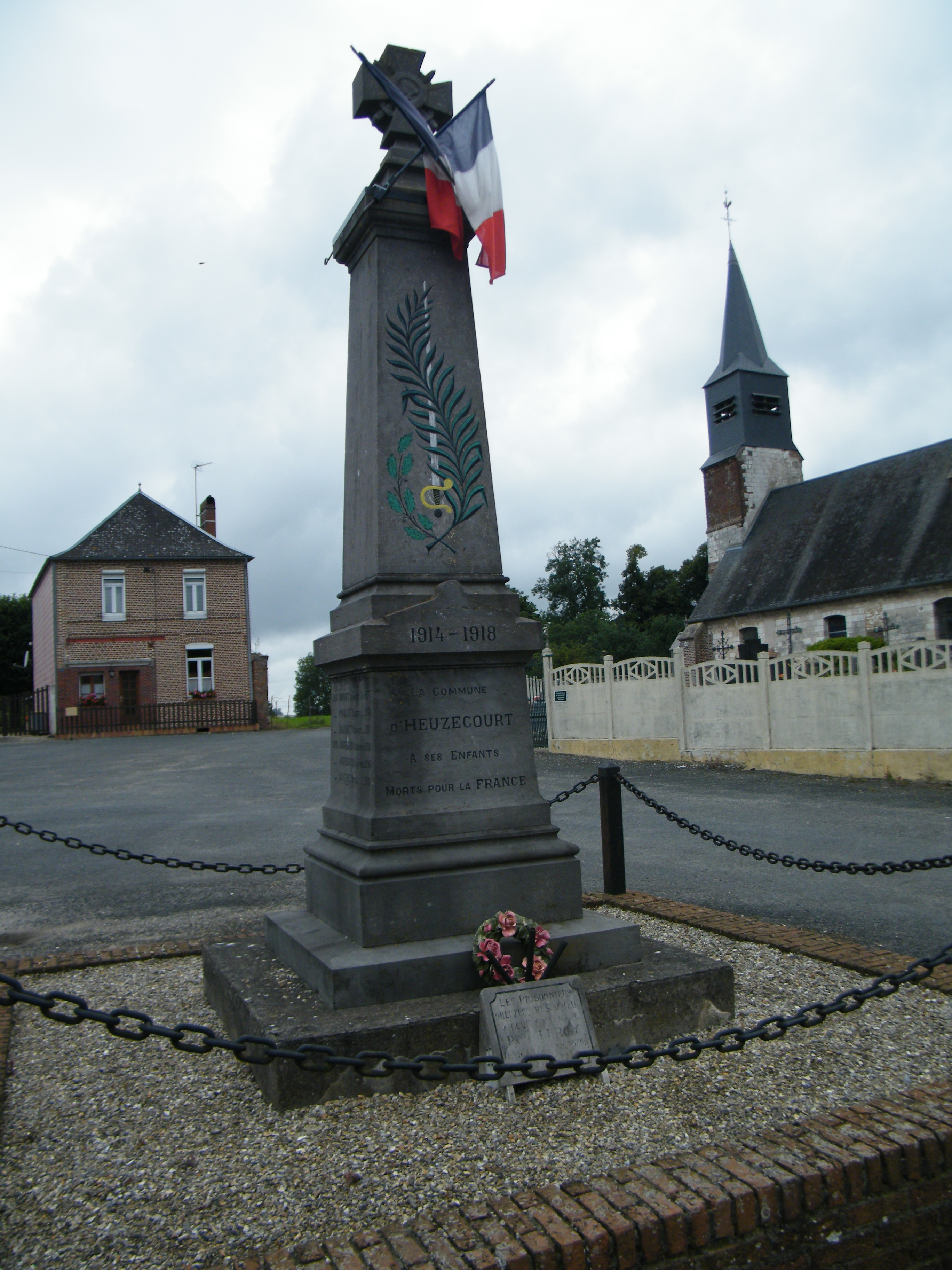

El 2007 la població en edat de treballar era de 20 persones, 13 eren actives i 7 eren inactives. De les 13 persones actives 12 estaven ocupades (7 homes i 5 dones) i 1 aturada (1 dona i 1 dona). De les 7 persones inactives 3 estaven jubilades, 1 estava estudiant i 3 estaven classificades com a «altres inactius».
Activitats econòmiques
L'únic establiment que hi havia el 2007 era d'una empresa de comerç i reparació d'automòbils.
L'any 2000 a Saint-Acheul hi havia 3 explotacions agrícoles.

## Poblacions properes

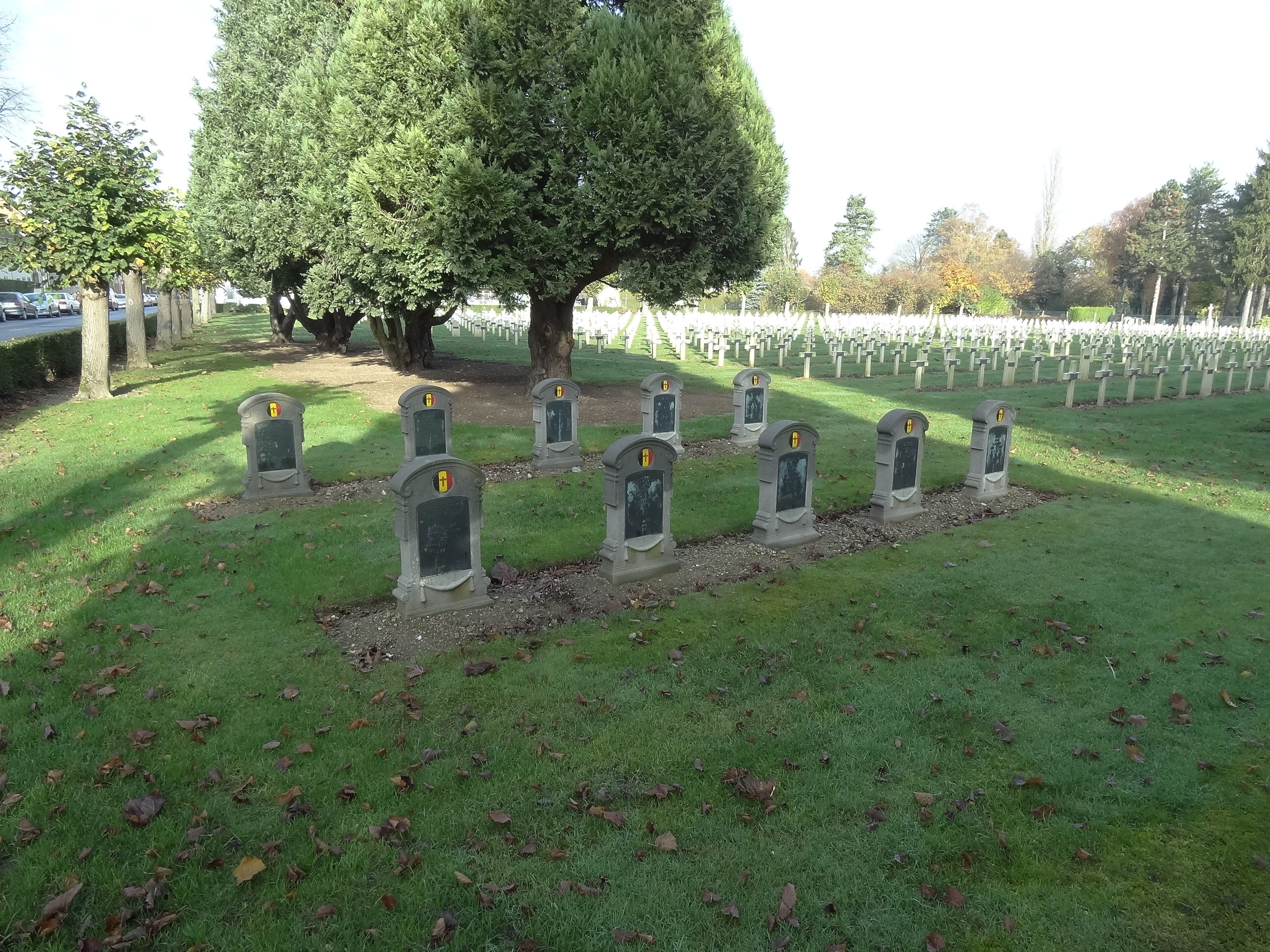
cementiri

El següent diagrama mostra les poblacions més properes.